# متقلبة مورغانية
متقلبة مورغانية (الاسم العلمي:Proteus morganii) هي نوع من البكتيريا تتبع جنس المتقلبة من الفصيلة المورغانيلية.